# Haus Malz
Das Haus Malz ist ein Vierständer-Fachwerkhaus in der ostwestfälischen Stadt Vlotho im Kreis Herford in Nordrhein-Westfalen. Das von außen und innen besonders guterhaltene Dielenhaus steht seit 1985 unter Denkmalschutz.

## Beschreibung
Errichtet wurde das Gebäude im Jahre 1684 vom Zimmermann Henrick Helle für den Kaufmann Otto Heinrich Schürmann. An der Nordseite des Hauses befindet sich das Eingangstor und eine rechtsseitige Utlucht. Um 1784 wurde im Zuge eines  Umbaus das heute noch erhaltene Eingangstor mit sternenförmig vergittertem Oberlicht eingebaut. Über dem Tor befindet sich ein Wappen der Tübinger Burschenschaft Derendingia, der mehrere Angehörige der Familie Malz angehört hatten. Im inneren des Kaufmannshauses befindet sich eine große Diele die mit Pferdewagen befahren werden konnte. Mit Hilfe eines eingebauten Aufzuges konnten Waren auf die Lagerböden befördert werden. Das gesamte Haus ist U-förmig unterkellert. 1834 wurde das Haus von der Familie Malz gekauft.
Der letzte Eigentümer des Hauses, Dr. Ulrich Malz (1925–2018), richtete nach dem Auszug seiner Familie 1985 ein Heimatmuseum in dem Gebäude ein. Seit 2003 befindet sich das Gebäude als „Stiftung Haus Malz“ in der Obhut der Deutschen Stiftung Denkmalschutz. Im September 2006 wurde das Haus Malz als Denkmal des Monats in Westfalen-Lippe ausgezeichnet.
Das Portal des Hauses Malz ist auf einer besonderen Ansichtsgrußkarte der Deutschen Stiftung Denkmalschutz abgebildet (2014). Zwischen 2015 und 2016 wurde die historische Gartenanlage am Haus Malz restauriert und ist nun als kleiner Stadtgarten für Besucher zugänglich.